# Cherington (Warwickshire)
Cherington – wieś i civil parish w Anglii, w hrabstwie Warwickshire, w dystrykcie Stratford-on-Avon. Leży 28 km na południe od miasta Warwick i 116 km na północny zachód od Londynu. W 2011 roku civil parish liczyła 214 mieszkańców.